# Fernão Lopes de Baião
Fernão Lopes de Baião (c.1210 – c. 1256) foi um rico-homem do Reino de Portugal.

## Biografia
Fernão pertenceu a uma das mais antigas e importantes linhagens portuguesasː a linhagem de Baião, cujo nome provém, como em várias situações, da implantação regional da sua linhagemː o castelo de Baião, na margem direita do Rio Douro. 
Nascido por volta de 1210, era certamente natural de Baião, Penaguião ou Godim, locais onde os seus familiares detinham tenências. Era filho de Lopo Afonso de Baião, filho de Afonso Ermiges de Baião e Teresa Pires I de Bragança, e Aldara Viegas de Alvarenga, filha de Egas Afonso de Ribadouro e da galega Sancha Pais Curvo de Toronho. 
É, dos seus irmãos, o que menos bens possui. Partilha a posse de vários bens com os irmãos, Afonso Lopes, Diogo Lopes, e Sancha Lopes, e ainda outros com os primos, Pedro Ponces, Estevainha Ponces, Sancha Ponces, e Maria Ponces.
Por entre os filhos de Lopo Afonso, o que mais cedo surge na corte, iniciando a sua carreira política com a atribuição, por Sancho II de Portugal, da tenência de Penaguião. Manteve todas os restantes cargos governativos até à sua morte, com exceção de Seia, ganha em 1250 e que abandona no ano seguinte. A tenência de Bragança, a última que ganhou, foi herdada do seu irmão, Afonso Lopes.
Foi igualmente, de entre os irmãos, o que desapareceu mais cedo: entre março e agosto de 1256. Não casou nem deixou descendência.